# Diego Pastor Alonso
Diego Pastor Alonso (m. 1942) va ser un polític i guerriller espanyol.

## Biografia
Membre del Partit Comunista d'Espanya (PCE), després de l'esclat de la Guerra civil es va unir a les milícies republicanes. Posteriorment va passar a formar part del comissariat polític de l'Exèrcit Popular de la República. Durant la contesa va exercir com a comissari de la 92a Brigada Mixta i de la 47a Divisió. Al final de la guerra es va exiliar en la Unió Soviètica, al costat d'altres membres del PCE. Durant la Segona Guerra Mundial va ser subcomandant d'un grup guerriller, i va morir en combat darrere de les línies alemanyes.